# Inagawa
Inagawa (猪名川町, Inagawa-chō) est un bourg du district de Kawabe, dans la préfecture de Hyōgo, au Japon.

## Géographie

### Démographie
Au 1er octobre 2014, la population d'Inagawa s'élevait à 31 021 habitants répartis sur une superficie de 90,41 km2.

### Topographie
Le mont Taka se trouve en partie sur le territoire de la commune.

## Transports
Inagawa est desservi par la ligne Nissei de la compagnie Noseden.

## Jumelage
- Ballarat (Australie)